# Catostomus catostomus
Cá mút mũi dài (tên khoa học Catostomus catostomus) là một loài cá nước ngọt cá thuộc chi Cá mút sinh sống ở vùng nước biển trong và lạnh ở Bắc Mỹ từ phía bắc Hoa Kỳ vào đầu của châu lục này. Nó cũng được tìm thấy ở Nga vào các con sông ở miền đông Siberia, làm cho nó một trong hai loài loài cá mút bản địa từ châu Á (loài khác là Myxocyprinus asiaticus Trung Quốc). Cơ thể của chúng dài và tròn với hai bên và phía trên màu ô liu đen hoặc màu xám và phía dưới màu nhẹ. Chúng thường dài 15-25 inch (38–64 cm) và cân nặng từ 1 đến 2 pound (0,45 và 0,91 kg).
Chúng một loài cá ăn tầng đáy, ăn thực vật thủy sinh, tảo và các loài không xương sống nhỏ. Chúng bị ăn thịt lẫn bởi loài cá săn mồi lớn hơn, chẳng hạn như cá vược, cá hương, Sander vitreus, cá chó phương bắc, Esox masquinongy, cá tuyết sông.